# Hans-Peter Zaugg
Hans-Peter ("Bidu") Zaugg (Bern, 2 december 1952) is een voormalig profvoetballer uit Zwitserland, die speelde als middenvelder. Na zijn actieve loopbaan stapte hij het trainersvak in. Hij was begin 2000 korte tijd interim-bondscoach van Zwitserland (vier duels, één overwinning) na het vertrek van Gilbert Gress. Nadien had hij Grasshopper Club Zürich, FC Luzern en BSC Young Boys onder zijn hoede.
In december 2006 werd Zaugg, bijgenaamd Bidu, aangesteld als bondscoach van Liechtenstein als opvolger van Martin Andermatt. Hij bleef zes jaar aan bij de ministaat en zat in totaal 47 wedstrijden op de bank bij Liechtenstein. In zijn eerste wedstrijd als technisch eindverantwoordelijke, op 24 maart 2007, verloor hij in Vaduz met 4–1 van Noord-Ierland, vier dagen later gevolgd door een 1–0 overwinning op Letland in de EK-kwalificatiereeks door een treffer van Mario Frick.

## Erelijst

### Trainer-coach
Grasshopper-Club
- Zwitsers landskampioen

2001